# Крајпуташ Радомиру Луковићу
Крајпуташ Радомиру Луковићу налази се у селу Бедина Варош, крај магистралног пута Ивањица—Јавор—Сјеница. Подигнут је у спомен војнику који је изгубио живот 1912. у Првом балканском рату током освајања Битоља.
У близини је Цркве Лазарице на Палибрчком гробљу и споменичке групе Палибрчки крајпуташи у Рокцима, с којима чини јединствену стилску групу.

## Опис и стање споменика
Крајпуташ је у облику стуба са карактеристичном покривком, исклесан од жућкастог пешчара. На предњој страни пликазан је војник с пушком у „ставу мирно”. Око главе уклесани су његово име и презиме. Текст епитафа чита се на полеђини и бочним странама стуба.
Споменик је обновљен и у добром стању.

## Епитаф
Натпис гласи:
Споменик
РАДОМИРА ЛУКОВИЋА
из Бедине Вароши
бив. храброг српског војника
Косовског осветника,
који после Кумановске
и Прилепске борбе
погибе на освајању Битоља
9. новембра 1912. г.
где је и сахрањен
у 28. год. свог живота.
Овди му породица
подиже овај споменик
мајка Стоја
и Браћа Милоје, Ђорђе,
Јовица, Љубо и Драгић.